# 1704 en architecture
| Années de l'architecture : 1701 - 1702 - 1703 - 1704 - 1705 - 1706 - 1707    |
| Décennies de l'architecture : 1670 - 1680 - 1690 - 1700 - 1710 - 1720 - 1730 |

Cet article présente les faits marquants de l'année 1704 en architecture.

## Réalisations
- Début de la reconstruction de l'abbaye aux Hommes de Caen.

## Événements
- On passe commande à l'architecte et dramaturge Sir John Vanbrugh de la construction du palais de Blenheim.

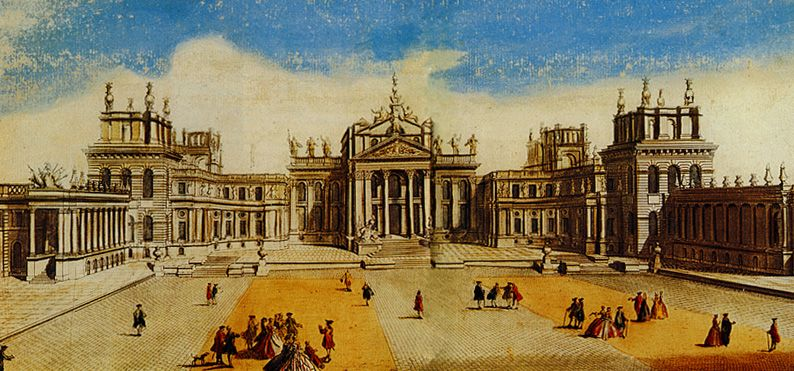
Grande cour du palais de Blenheim, gravure peinte du XVIIIe siècle.

## Naissances
- John Wood l'Ancien (en) († 23 mai 1754).

## Décès
- x